# 平山病
平山病（ひらやまびょう）とは別名、若年性一側上肢筋萎縮症（じゃくねんせいいっそくじょうしきんいしゅくしょう）ともいい、首を前屈させることによって首の骨により脊髄が圧迫され、主に尺骨神経の支配する筋線維の破壊をしながら次第に筋萎縮と筋力低下が進行していく病気である。発症年齢は16歳くらいが多く、20歳程度で進行は止まることが多い。